# Andover (Dakota del Sud)
Andover è un comune (town) degli Stati Uniti d'America, situato nella contea di Day nello Stato del Dakota del Sud. La popolazione era di 91 persone al censimento del 2010.

## Geografia fisica
Andover è situata a 45°24′38″N 97°54′13″W (45.410523, -97.903699).
Secondo lo United States Census Bureau, ha un'area totale di 0,27 miglia quadrate (0,70 km²).

## Storia
Un ufficio postale chiamato Andover fu creato nel 1881. Deve probabilmente prende il suo nome alla città di Andover nel Massachusetts.

## Società

### Evoluzione demografica
Secondo il censimento del 2010, c'erano 91 persone.

### Etnie e minoranze straniere
Secondo il censimento del 2010, la composizione etnica della città era formata dal 95,6% di bianchi e il 4,4% di due o più etnie. Ispanici o latinos di qualunque razza erano il 16,5% della popolazione.